# Sinophorus xanthostomus
Sinophorus xanthostomus là một loài tò vò trong họ Ichneumonidae.